# Polittico della Pentecoste
Il Polittico della Pentecoste, o Discesa dello Spirito Santo sulla Madonna e sugli Apostoli, è un polittico olio su tavola realizzato da Ambrogio da Fossano nel 1508 per la chiesa di Santo Spirito di Bergamo.

## Storia
Il Bergognone, di scuola milanese, il 16 marzo 1509, ottenne la commissione e il pagamento di acconto, per un polittico da realizzarsi per la chiesa di Santo Spirito da Domenico Tasso abitante nella vicina Via Pignolo nel Palazzo Tasso in esecuzione del testamento dello zio Giacomo, fratello di suo padre Agostino. Risulterebbe che in quegli anni Domenico Tasso non fosse presente in Bergamo, ma che vi fece ritorno solo verso il 1512; commissionò quindi l'opera dietro precise condizioni testamentarie. Anche il Bergognone risulta che agli inizi del 1508 si allontanò dalla città orobica per timore della guerra di Venezia contro Massimiliano I d'Asburgo, facendone ritorno solo verso il mese di ottobre, l'ancona che racchiude la tela riporta però la data del 1508.
La pittura doveva essere inerente all'intitolazione della chiesa, e l'artista realizzò l'opera dedicandola al giorno di Pentecoste con la discesa dello Spirito Santo su Maria e sugli apostoli. Originariamente il polittico era posto come pala dell'altare maggiore, venne poi ricollocato nella seconda cappella a sinistra. L'artista realizzò la tela prima che a Bergamo giungessero il rinascimento veneto con gli artisti veneti come il Lotto e il Previtali, che realizzarono importanti lavori per la medesima chiesa, portando un nuovo modo di raffigurare l'arte. Il Bergognone fu uno tra gli ultimi esponenti dell'arte milanese lombarda presente nella città orobica.

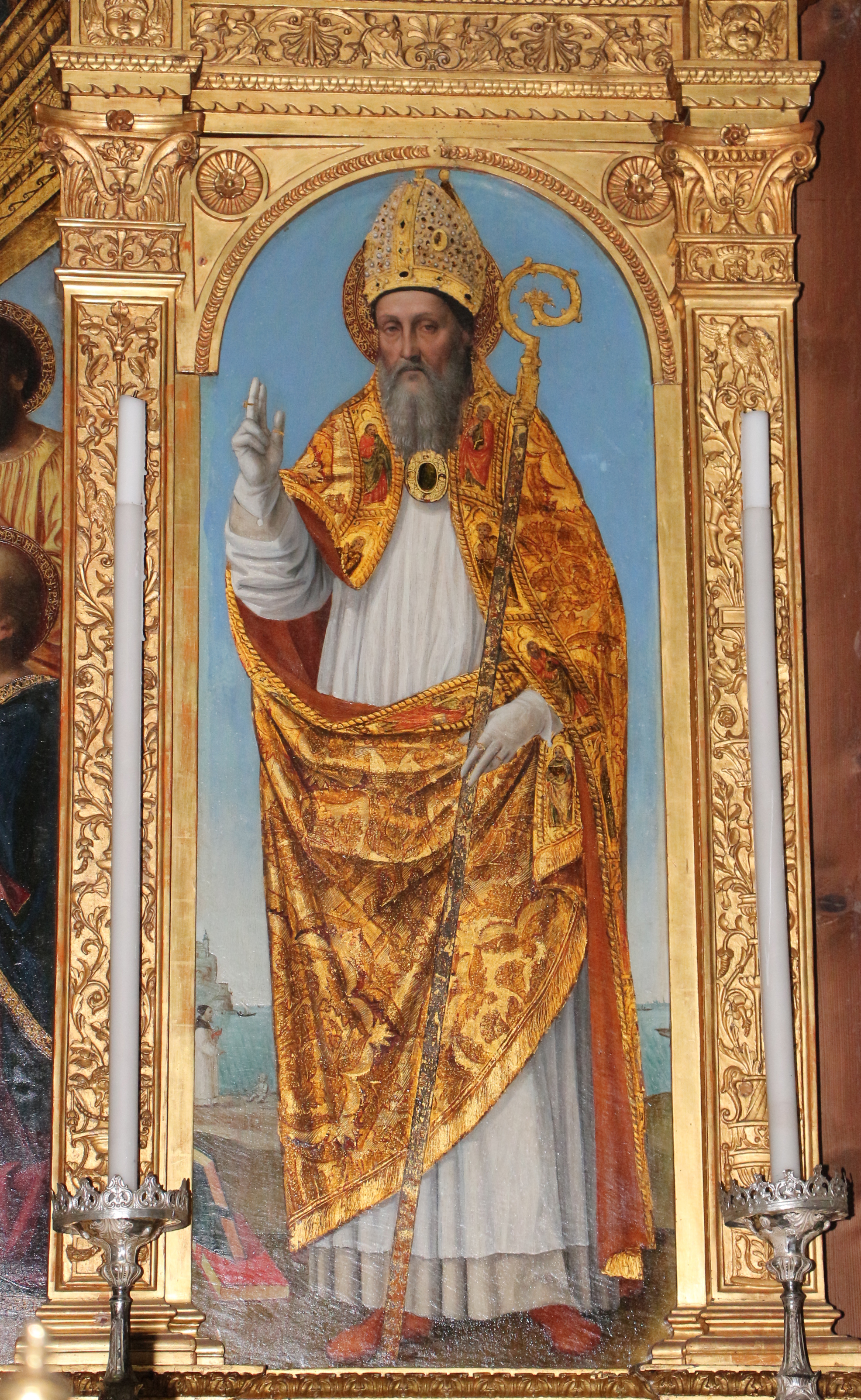
Dettaglio della raffigurazione di Sant'Agostino

I polittici dipinti dal Bergognone per la città di Bergamo, furono tutti provenienti da commissioni d'importante rilievo. Oltre a questo commissionato dai Tasso, ricevette la commissione per la chiesa di santo Stefano del polittico di Santo Stefano, trasferito in san Bartolomeo alla distruzione della chiesa. Il polittico fu poi venduto dai padri domenicani all'Accademia Carrara che ne conserva cinque parti. Il lavoro fu eseguito nel primo decennio del XVI secolo.
La realizzazione dell'ancona venne affidata all'intagliatore Donato Prestinari, collaboratore di Pietro Bussolo e nominato tra gli intagliatori del coro della basilica di Santa Maria Maggiore.

## Descrizione
Il polittico si compone di otto tavole. Nello scomparto centrale vi è la rappresentazione della discesa dello Spirito Santo nel giorno di Pentecoste. La Madonna è seduta centralmente su di un trono, sopra di lei la colomba dello Spirito Santo, ai suoi piedi i dodici apostoli. 
Lateralmente sono raffigurati san Giovanni Battista, patrono dei canonici lateranensi che erano presenti nella chiesa, e sant'Agostino che sotto l'abito vescovile indossa la tunica bianca della regola dei canonici di cui fu autore. Nei due scomparti superiori San Gerolamo e san Francesco d'Assisi genuflesso mentre riceve le stimmate. Nei due tondi posti sopra l'immagine centrale ci sono le figure di santa Marta e di Maria Maddalena, inserite quali simboli della vita attiva e contemplativa. Il polittico termina con la raffigurazione laterale dell'Annunciazione con l'arcangelo Gabriele che tiene un giglio tra le mani posto a sinistra, e la Madonna in preghiera a destra. Centrale Dio contornato da uno stuolo di angeli.
I restauri della tela hanno evidenziato la tecnica e l'uso del colore da parte dell'artista. L'azzurro inteso degli sfondi fu realizzato con l'uso della tempera a lapislazzuli che si ricavata dalle pietre provenienti dall'Afghanistan e che aveva un costo particolarmente elevato. Dai restauri si è rilevato come l'artista aveva creato un fondo con un azzurro di minor spesa e che copriva anche la parte poi ricoperta dalla cornice, contrariamente la tempera a lapislazzuli venne usata con parsimonia, per moderare la spesa dei materiali che non erano compresi nel compenso della commissione. Il tutto fu eseguito in modo da non essere colto a occhio vivo.
La tela mantiene l'orientamento milanese delle opere dell'artista, in particolare nell'impianto architettonico del pannello centrale. Il Bergognone, con la raffigurazione serafica e dolce dei personaggi ripresi nell'opera, ci ripropone l'intensità delle opere leonardesche, riscontrabile anche nel paesaggio che fa da sfondo a due pannelli laterali.